# Ресурси і запаси берилію
Ресурси і запаси берилію (рос. ресурсы и запасы бериллия, англ. beryllium resources and reserves, нім. Ressourcen f pl und Vorräte m pl an Beryllium) — світові прогнозні ресурси оксиду берилію на кінець XX ст. (1998) оцінюються в 2 млн т. Близько половини прогнозних ресурсів зосереджено в Америці, в тому числі 35 % у Бразилії і 10 % — в США; бл. 30 % — в Азії (15 % — в Індії, 12 % — в Китаї) і бл. 20 % — в Африці (в ПАР, Уганді, Руанді, Зімбабве та ін. країнах). За іншими даними, близько третини світових складають прогнозні ресурси Росії, причому велика їх частина сконцентрована в Східному Сибіру (Бурятія, Хабаровський край). Загальні світові запаси оксиду берилію в світі (без Росії) на 1998 р. становили понад 1 млн т. Майже третина їх (понад 34 %) зосереджена в Бразилії, 15,6 % — в Індії; в надрах США і Китаю знаходиться по 9 %.
Станом на 2004 р. за даними ГНПП «Аэрология» (РФ) загальні світові запаси оксиду берилію становлять 1,374 млн т, у тому числі: Бразилія — 360 тис. т., Росія — 350 тис. т., Індія — 160 тис. т, Аргентина — 70 тис. т, США — 65 тис. т. Близько половини світових загальних запасів зосереджено на американському континенті і пов'язано в основному з бертрандит-адуляр-аргілізированими метасоматитами і рідкісноземельними (берил-сподумен-танталіт-мусковітовими) пегматитами. Вік родовищ — від архею до третинного. Найпродуктивніші з них локалізовані у докембрійських щитах.
Розподіл підтверджених запасів оксиду берилію в світі істотно інший, ніж загальних: тут провідну позицію займають США (21 % світових запасів), а друге і третє місця ділять Бразилія і Китай (по 18 %). Світові запаси оксиду берилію навіть при двократному збільшенні видобутку можуть забезпечити потреби людства більш ніж на 200 років.
Головними геолого-промисловими типами власне берилієвих родовищ є бертрандит-адуляр-арґілізовані метасоматити, бертрандит-фенакіт-флюоритові метасоматити, берилієносні полевошпатові метасоматити, берил-слюдяні метасоматити і мінералізовані зони дроблення. З комплексних родовищ основне значення мають родовища у флюоритових метасоматитах; кварцовожильні зони і штокверки з рудами, що містять, крім берилію, вольфрам, молібден, олово, бісмут; берилієво-оловорудні скарни і рідкіснометалічні слюдоносні пегматитові жили.
В Україні промислові запаси берилієвих руд приурочені до Українського щита (Сущано-Пержанська тектонічна зона). Зруденіння представлене метасоматитами кварц-польовошпатового, польовошпатового та польовошпат-сидеритового складу. У межах Українського щита берилієва мінералізація, представлена хризоберилом, виявлена в пегматитах Петроострівсько-Полохівського рудного поля. Крім того, рудопрояви берилію виявлені у Приазов'ї — Шевченківське родовище літієвих пегматитів, родовище «Балка Крута», Єлисеївське пегматитове поле, рудопрояв Кам'яні Могили.